# Lista de Membros Correspondentes da Academia Brasileira de Ciências Empossados em 1989
Esta lista contém os nomes dos membros correspondentes da Academia Brasileira de Ciências empossados em 1989. 
| Imagem | Nome                                     | Datas de nascimento e falecimento          | Local de nascimento  | Área de especialização | Alma mater                          | Data de posse       | Conhecido por | Referências |
| ------ | ---------------------------------------- | ------------------------------------------ | -------------------- | ---------------------- | ----------------------------------- | ------------------- | ------------- | ----------- |
|        | Antonio José Cortesao Pais Lima-de-Faria | 04 de julho de 1921                        | Cantanhede, Portugal | Ciências Biológicas    | Universidade de Lisboa, Portugal    | 24 de abril de 1989 |               | [ 2 ]       |
|        | Paul Hagenmuller                         | 03 de agosto de 1921 07 de janeiro de 2017 | Estrasburgo, França  | Ciências Químicas      | Universidade de Estrasburgo, França | 24 de abril de 1989 |               | [ 3 ]       |